# Azusa (train)
Pour les articles homonymes, voir Azusa.
L'Azusa (あずさ) est un train express existant au Japon et exploité par la compagnie JR East, qui relie la ville de Tokyo à celle de Matsumoto. Son nom fait référence à la rivière Azusa.

## Gares desservies
L'Azusa circule principalement de la gare de Shinjuku à la gare de Matsumoto en empruntant les lignes Chūō et  Shinonoi. Certains trains sont terminus Tokyo, Chiba ou Minami-Otari.
| Nom des gares   |
| --------------- |
| Chiba*          |
| Funabashi*      |
| Kinshichō*      |
| Tokyo*          |
| Shinjuku        |
| Tachikawa       |
| Hachiōji        |
| Ōtsuki          |
| Kōfu            |
| Nirasaki*       |
| Kobuchizawa     |
| Fujimi*         |
| Chino           |
| Kami-Suwa       |
| Shimo-Suwa*     |
| Okaya           |
| Shiojiri        |
| Matsumoto       |
| Toyoshina*      |
| Hotaka*         |
| Shinano-Ōmachi* |
| Hakuba*         |
| Minami-Otari*   |

Les gares marquées d'un astérisque ne sont pas desservies par tous les trains.

## Matériel roulant
Depuis le 23 décembre 2017, les services Azusa sont effectués par des rames série E353. Dans le passé, ils ont été effectués par les séries 181, 183, 189, 165, E351 et E257.

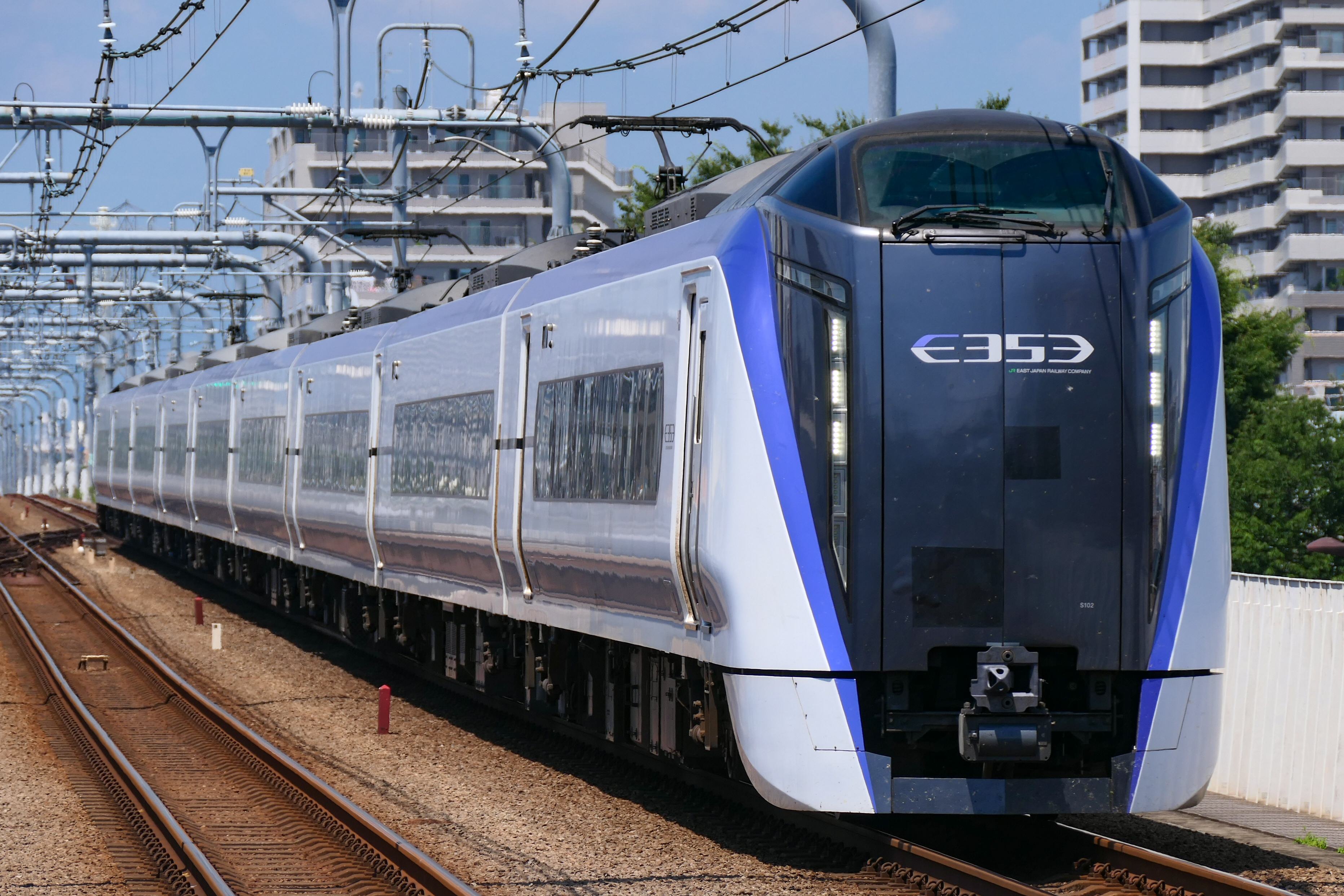
Série E353
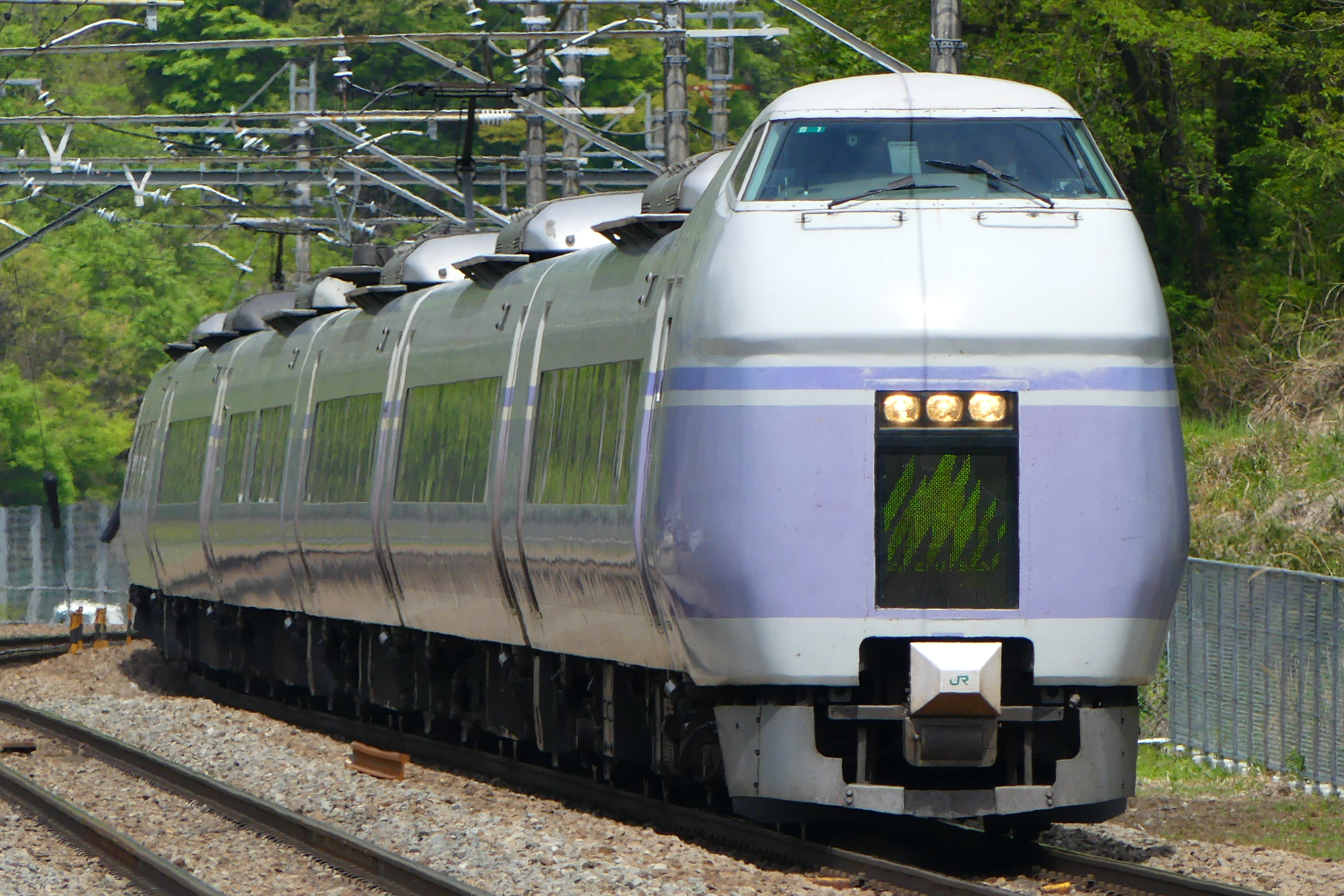
Série E351
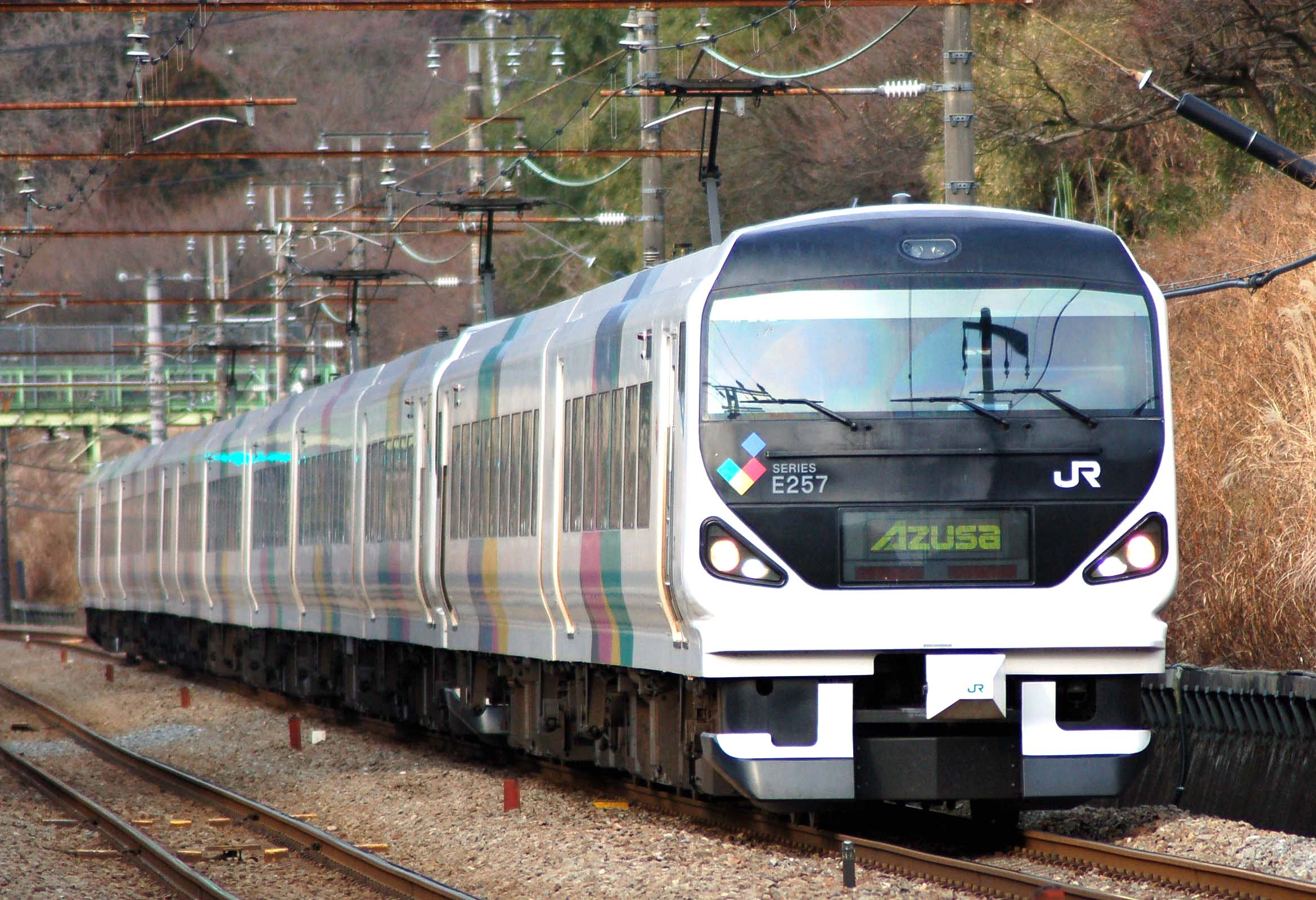
Série E257
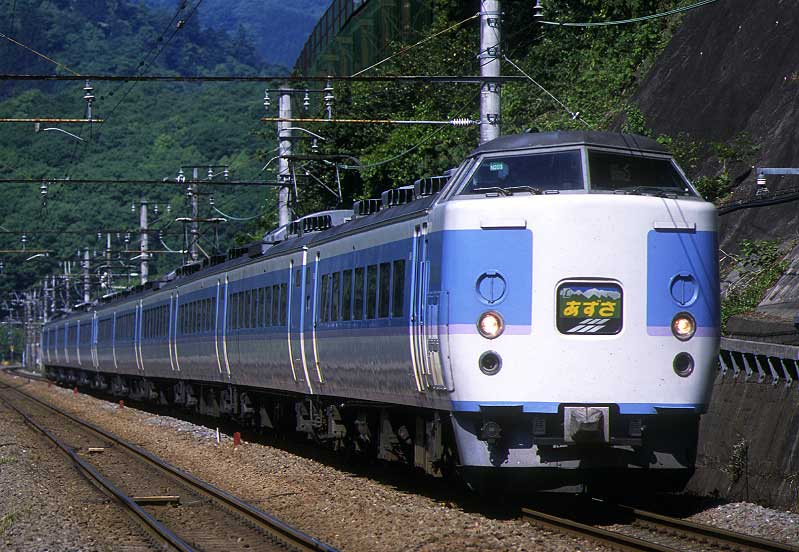
Série 183
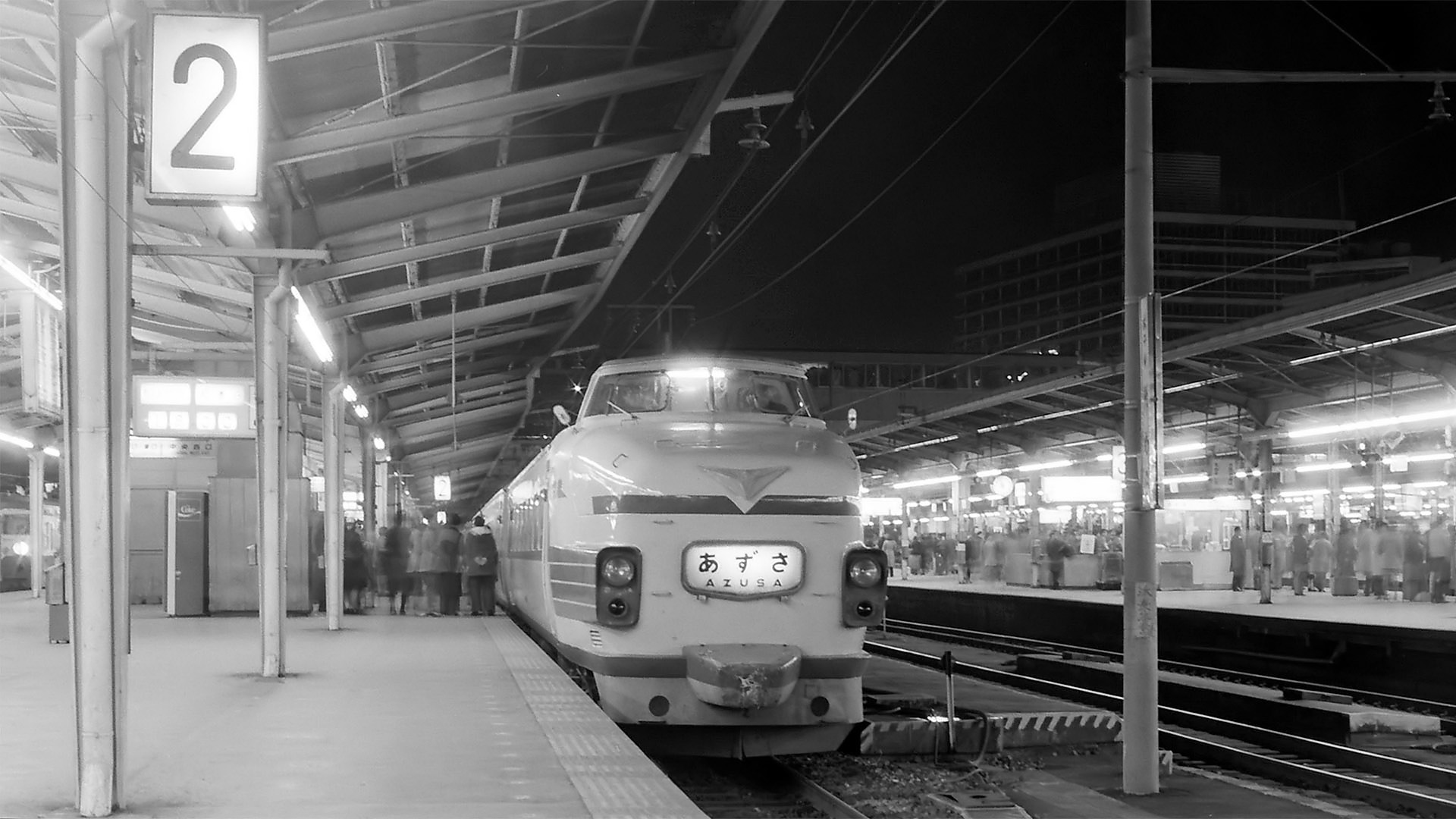
Série 181

## Composition des rames
- Série E353[2] :

| N° de voiture | 1       | 2       | 3       |         | 4       | 5       | 6       | 7       | 8     | 9       | 10      | 11      | 12 |
| Classe        | Réservé | Réservé | Réservé | Réservé | Réservé | Réservé | Réservé | Réservé | Green | Réservé | Réservé | Réservé |    |